# Fountain Place
Fountain Place est un gratte-ciel de style moderne de 63 étages situé au 1445 Ross Avenue à Dallas, Texas (États-Unis).
Haut de 219 mètres, il est le cinquième plus haut gratte-ciel de Dallas (le quatrième si on ne prend pas en compte les antennes). Signé par Ieoh Ming Pei & Partners, le bâtiment a été achevé en 1986.
Conçu comme un grand prisme aux multiples facettes, ses côtés inclinés lui donnent l'avantage de prendre un profil totalement différents en fonction de l'angle de vue. L'édifice tire son nom du grand nombre de fontaines présentes à ses pieds. Celles-ci ont été conçues par WET Design.
À l'origine, deux tours jumelles devaient être construites, mais en raison de l'effondrement du pétrole au Texas, de la banque et de l'immobilier au début des années 1980, la deuxième tour n'a jamais été édifiée.

## Sources
- (en) Cet article est partiellement ou en totalité issu de l’article de Wikipédia en anglais intitulé « Fountain Place » (voir la liste des auteurs).